# 新圩河 (右江)
新圩河，位于中国广西壮族自治区百色市平果县境内，是右江左岸支流，发源于平果县太平镇坡雷村（原属耶圩乡）西北1.1千米处，东南流经联合水库、布见水库和那马水库，于苹果县城马头镇的古朴转西南流，至县城南部汇入右江。干流长54千米，流域面积380平方千米。